# Halicyclops harpacticoides
Halicyclops harpacticoides is een eenoogkreeftjessoort uit de familie van de Halicyclopidae. De wetenschappelijke naam van de soort is voor het eerst geldig gepubliceerd in 1875 door Shmankevich.